# Deadline World Tour
Deadline World Tour es el nombre de la tercera gira mundial de conciertos del grupo surcoreano Blackpink, la cual está recorriendo en Asia, Norteamérica, y Europa en 31 fechas por el momento. Comenzó en el Goyang Stadium de Goyang el 5 de julio de 2025 y finalizará en el Kai Tak Stadium de Hong Kong el 25 de enero de 2026.

## Antecedentes
El 5 de febrero de 2025, Blackpink anunció su próxima gira mundial a través de sus redes sociales. En ese momento, no se proporcionaron detalles específicos, y el grupo se limitó a publicar un vídeo teaser que mostraba a sus fanáticos en los estadios, escenas de las cuatro integrantes actuando en el escenario y concluía con la frase «2025 World Tour» en letras rosadas sobre fondo negro. Posteriormente, el 19 de febrero, YG Entertainment reveló el póster oficial de la gira, y confirmó una serie de conciertos que incluiría diez ciudades y trece fechas, con presentaciones en Corea del Sur, América del Norte y Europa.
El 16 de mayo, Blackpink anunció oficialmente el nombre de su nueva gira mundial, Deadline World Tour. El 23 de mayo se publicó un teaser de 30 segundos, en el que se mostraba el logotipo de la gira emergiendo de un charco de purpurina rosa. El 27 de mayo, la agencia del grupo dio a conocer las fechas correspondientes a la etapa asiática de la gira. Posteriormente, el 23 de junio, se confirmó que el grupo estrenaría su nuevo sencillo durante el primer concierto de la gira, en la ciudad de Goyang.
El 26 de junio, se publicó un avance de la gira a través de diversas redes sociales. El video comenzaba con una de las integrantes en una cabina telefónica, seguido de escenas individuales de cada miembro del grupo, y culminaba con las cuatro juntas en un automóvil descapotable de color rosa. La secuencia final mostraba el teléfono colgando de su gancho. Días después, se difundió un mapa de la «Pink Zone» en Seúl, lo cual sugería la realización de eventos especiales relacionados con la gira.

## Presentación comercial
Las entradas para los conciertos en Europa y Norteamérica salieron a la venta el 27 de febrero. Debido a la demanda prevista, se anunciaron dos conciertos adicionales, uno en cada recinto: el Estadio de Wembley en Londres y el Estadio de Francia en París. También se anunciaron dos conciertos adicionales en el Citi Field de Nueva York, el Estadio Rogers de Toronto y el Estadio SoFi de Los Ángeles, debido a que las entradas para los conciertos en Norteamérica se agotaron.
El 15 de mayo de 2025, todas las entradas para los dos conciertos en el Estadio Goyang se agotaron poco después de su lanzamiento. Posteriormente, el 22 de mayo se pusieron a disposición asientos con acceso limitado para satisfacer la alta demanda.

## Lista de canciones
| Goyang |
| --- |
| 1. «Kill This Love» 2. «Pink Venom» 3. «How You Like That» 4. «Playing With Fire» 5. «Shut Down» 6. «Earthquake / Your Love» - Solo de Jisoo 7. «New Woman / Rockstar» - Solo de Lisa 8. «Pretty Savage» 9. «Don't Know What To Do» 10. «Whistle» 11. «Stay» 12. «Lovesick Girls» 13. «Mantra / With The IE (Way Up) / Like Jennie» - Solo de Jennie 14. «3am / Toxic Till The End / Apt.» - Solo de Rosé 15. «Boombayah» 16. «Jump» 17. «Ddu-Du Ddu-Du» 18. «As If It's Your Last» 19. «Forever Young» Encore 1. «Jump» 2. «See U Later» |

| Inglewood y Chicago |
| --- |
| 1. «Kill This Love» 2. «Pink Venom» 3. «How You Like That» 4. «Playing With Fire» 5. «Shut Down» 6. «Earthquake / Your Love» - Solo de Jisoo 7. «Thunder / Fxck Up The World (Vixi Solo Version)» - Solo de Lisa 8. «Pretty Savage» 9. «Don't Know What To Do» 10. «Whistle» 11. «Stay» 12. «Lovesick Girls» 13. «Mantra / With The IE (Way Up) / Like Jennie» - Solo de Jennie 14. «3am / Toxic Till The End / Apt.» - Solo de Rosé 15. «Jump» 16. «Boombayah» 17. «Ddu-Du Ddu-Du» 18. «As If It's Your Last» 19. «Forever Young» Encore 1. «Jump» 2. «Really» 3. «See U Later» |

| Toronto |
| --- |
| 1. «Kill This Love» 2. «Pink Venom» 3. «How You Like That» 4. «Playing With Fire» 5. «Shut Down» 6. «Earthquake / Your Love» - Solo de Jisoo 7. «Thunder / Fxck Up The World (Vixi Solo Version)» - Solo de Lisa 8. «Pretty Savage» 9. «Don't Know What To Do» 10. «Whistle» 11. «Stay» 12. «Lovesick Girls» 13. «Mantra / With The IE (Way Up) / Like Jennie» - Solo de Jennie 14. «3am / Toxic Till The End / Apt.» - Solo de Rosé 15. «Jump» 16. «Boombayah» 17. «Ddu-Du Ddu-Du» 18. «As If It's Your Last» 19. «Forever Young» Encore 1. «Jump» 2. «Really» 3. «Apt.» - (Versión grupal - Día 1) / «Fxck Up The World (Vixi Solo Version)» - (Versión grupal - Día 2) |

| Nueva York |
| --- |
| 1. «Kill This Love» 2. «Pink Venom» 3. «How You Like That» 4. «Playing With Fire» 5. «Shut Down» 6. «Earthquake / Your Love» - Solo de Jisoo 7. «Thunder / Fxck Up The World (Vixi Solo Version)» - Solo de Lisa 8. «Pretty Savage» 9. «Don't Know What To Do» 10. «Whistle» 11. «Stay» 12. «Lovesick Girls» 13. «Mantra / With The IE (Way Up) / Like Jennie» - Solo de Jennie 14. «Two Years / Toxic Till The End / Apt.» - Solo de Rosé 15. «Jump» 16. «Boombayah» 17. «Ddu-Du Ddu-Du» 18. «As If It's Your Last» 19. «Forever Young» Encore 1. «Jump» 2. «Really» 3. «Earthquake» - (Versión grupal - Día 1) / «Like Jennie» - (Versión grupal - Día 2) |

| París |
| --- |
| 1. «Kill This Love» 2. «Pink Venom» 3. «How You Like That» 4. «Playing With Fire» 5. «Shut Down» 6. «Earthquake (Versión en inglés) / Your Love» - Solo de Jisoo 7. «Thunder / Fxck Up The World (Vixi Solo Version)» - Solo de Lisa 8. «Pretty Savage» 9. «Don't Know What To Do» 10. «Whistle» 11. «Stay» 12. «Lovesick Girls» 13. «Handlebars / With The IE (Way Up) / Like Jennie» - Solo de Jennie 14. «Two Years / Toxic Till The End / Apt.» - Solo de Rosé 15. «Jump» 16. «Boombayah» 17. «Ddu-Du Ddu-Du» 18. «As If It's Your Last» 19. «Forever Young» Encore 1. «Jump» 2. «Typa Girl» 3. «Kick It» |

| Milán |
| --- |
| 1. «Kill This Love» 2. «Pink Venom» 3. «How You Like That» 4. «Playing With Fire» 5. «Shut Down» 6. «Earthquake (Versión en inglés) / Your Love» - Solo de Jisoo 7. «Thunder / Fxck Up The World (Vixi Solo Version)» - Solo de Lisa 8. «Pretty Savage» 9. «Don't Know What To Do» 10. «Whistle» 11. «Stay» 12. «Lovesick Girls» 13. «Handlebars / With The IE (Way Up) / Like Jennie» - Solo de Jennie 14. «Two Years / Toxic Till The End / Apt.» - Solo de Rosé 15. «Jump» 16. «Boombayah» 17. «Ddu-Du Ddu-Du» 18. «As If It's Your Last» 19. «Forever Young» Encore 1. «Jump» 2. «Yeah Yeah Yeah» 3. «Kick It» |

| Barcelona |
| --- |
| 1. «Kill This Love» 2. «Pink Venom» 3. «How You Like That» 4. «Playing With Fire» 5. «Shut Down» 6. «Earthquake (Versión en inglés) / Your Love» - Solo de Jisoo 7. «Thunder / Fxck Up The World (Vixi Solo Version)» - Solo de Lisa 8. «Pretty Savage» 9. «Don't Know What To Do» 10. «Whistle» 11. «Stay» 12. «Lovesick Girls» 13. «Handlebars / With The IE (Way Up) / Like Jennie» - Solo de Jennie 14. «Call It The End / Toxic Till The End / Apt.» - Solo de Rosé 15. «Jump» 16. «Boombayah» 17. «Ddu-Du Ddu-Du» 18. «As If It's Your Last» 19. «Forever Young» Encore 1. «Jump» 2. «Kick It» |

| Londres |
| --- |
| 1. «Kill This Love» 2. «Pink Venom» 3. «How You Like That» 4. «Playing With Fire» 5. «Shut Down» 6. «Earthquake (Versión en inglés) / Your Love» - Solo de Jisoo 7. «Thunder / Lifestyle / Rockstar» - Solo de Lisa 8. «Pretty Savage» 9. «Don't Know What To Do» 10. «Whistle» 11. «Stay» 12. «Lovesick Girls» 13. «Handlebars / With The IE (Way Up) / Like Jennie» - Solo de Jennie 14. «Dance All Night / Toxic Till The End / Apt.» - Solo de Rosé 15. «Jump» 16. «Boombayah» 17. «Ddu-Du Ddu-Du» 18. «As If It's Your Last» 19. «Forever Young» Encore 1. «Jump» 2. «Yeah Yeah Yeah» (Día 1) / «Wannabe» (Cover) (Día 2) 3. «Kick It» |

Notas
- El día 12 de julio en Inglewood, Lisa interpretó «Thunder» y «Fxck Up The World (Vixi Solo Version)», en lugar de «New Woman» y «Rockstar».
- En el segundo concierto en Inglewood el día 13 de julio, Rosé interpretó «Apt.» junto a Bruno Mars.[5]
- Durante el Encore en Toronto el día 22 de julio, el grupo interpretó una versión grupal de la canción de Rosé, «Apt.».[6]
- Durante el Encore en Toronto el día 23 de julio, el grupo interpretó una versión grupal de la canción de Lisa, «Fxck Up The World».
- El día 26 de julio en Nueva York, Rosé interpreta «two years», en lugar de «3am».
- Durante el Encore en Nueva York el día 26 de julio, el grupo interpretó una versión grupal de la canción de Jisoo, «Earthquake».
- Durante el Encore en Nueva York el día 27 de julio, el grupo interpretó una versión grupal de la canción de Jennie, «Like Jennie».
- El día 2 de agosto en París, Jisoo interpretó la versión en inglés de «Earthquake».
- El día 2 de agosto en París, Jennie interpretó «Handlebars», en lugar de «Mantra».
- Durante el Encore en París el día 3 de agosto, el grupo interpretó «Typa Girl», en lugar de «Really».
- El día 9 de agosto en Barcelona, Rosé interpretó «Call It The End», en lugar de «Two Years».
- El día 15 de agosto en Londres, Lisa vuelve a interpretar «Rockstar» junto a  «Lifestyle», en lugar de «Fxck Up The World (Vixi Solo Version)».
- El día 15 de agosto en Londres, Rosé interpretó «Dance All Night», en lugar de «Call It The End».
- El día 16 de agosto en Londres, el grupo interpretó la canción de Spice Girls, «Wannabe».

## Fechas
| Fecha                   | Ciudad                  | País                    | Recinto                        | Asistencia              | Recaudación             |
| Corea del Sur - Etapa I | Corea del Sur - Etapa I | Corea del Sur - Etapa I | Corea del Sur - Etapa I        | Corea del Sur - Etapa I | Corea del Sur - Etapa I |
| ----------------------- | ----------------------- | ----------------------- | ------------------------------ | ----------------------- | ----------------------- |
| 5 de julio de 2025      | Seúl                    | Corea del Sur           | Goyang Stadium                 | 76 489                  | $9 629 886              |
| 6 de julio de 2025      | Seúl                    | Corea del Sur           | Goyang Stadium                 | 76 489                  | $9 629 886              |
| Norteamérica - Etapa II |                         |                         |                                |                         |                         |
| 12 de julio de 2025     | Los Ángeles             | Estados Unidos          | SoFi Stadium                   | 100 000                 | —                       |
| 13 de julio de 2025     | Los Ángeles             | Estados Unidos          | SoFi Stadium                   | 100 000                 | —                       |
| 18 de julio de 2025     | Chicago                 | Estados Unidos          | Soldier Field                  | 50 000                  | —                       |
| 22 de julio de 2025     | Toronto                 | Canadá                  | Rogers Stadium                 | —                       | —                       |
| 23 de julio de 2025     | Toronto                 | Canadá                  | Rogers Stadium                 | —                       | —                       |
| 26 de julio de 2025     | Nueva York              | Estados Unidos          | Citi Field                     | —                       | —                       |
| 27 de julio de 2025     | Nueva York              | Estados Unidos          | Citi Field                     | —                       | —                       |
| Europa - Etapa III      |                         |                         |                                |                         |                         |
| 2 de agosto de 2025     | París                   | Francia                 | Stade de France                | —                       | —                       |
| 3 de agosto de 2025     | París                   | Francia                 | Stade de France                | —                       | —                       |
| 6 de agosto de 2025     | Milán                   | Italia                  | Ippodromo Snai La Maura        | —                       | —                       |
| 9 de agosto de 2025     | Barcelona               | España                  | Estadi Olímpic                 | —                       | —                       |
| 15 de agosto de 2025    | Londres                 | Reino Unido             | Wembley Stadium                | —                       | —                       |
| 16 de agosto de 2025    | Londres                 | Reino Unido             | Wembley Stadium                | —                       | —                       |
| Asia - Etapa IV         |                         |                         |                                |                         |                         |
| 18 de octubre de 2025   | Kaohsiung               | Taiwán                  | Kaohsiung National Stadium     | —                       | —                       |
| 19 de octubre de 2025   | Kaohsiung               | Taiwán                  | Kaohsiung National Stadium     | —                       | —                       |
| 24 de octubre de 2025   | Bangkok                 | Tailandia               | Rajamangala National Stadium   | —                       | —                       |
| 25 de octubre de 2025   | Bangkok                 | Tailandia               | Rajamangala National Stadium   | —                       | —                       |
| 26 de octubre de 2025   | Bangkok                 | Tailandia               | Rajamangala National Stadium   | —                       | —                       |
| 1 de noviembre de 2025  | Yakarta                 | Indonesia               | Gelora Bung Karno Main Stadium | —                       | —                       |
| 2 de noviembre de 2025  | Yakarta                 | Indonesia               | Gelora Bung Karno Main Stadium | —                       | —                       |
| 22 de noviembre de 2025 | Manila                  | Filipinas               | Philippine Arena               | —                       | —                       |
| 23 de noviembre de 2025 | Manila                  | Filipinas               | Philippine Arena               | —                       | —                       |
| 29 de noviembre de 2025 | Singapur                | Singapur                | Singapore National Stadium     | —                       | —                       |
| 30 de noviembre de 2025 | Singapur                | Singapur                | Singapore National Stadium     | —                       | —                       |
| Asia - Etapa V          |                         |                         |                                |                         |                         |
| 16 de enero de 2026     | Tokio                   | Japón                   | Tokyo Dome                     | —                       | —                       |
| 17 de enero de 2026     | Tokio                   | Japón                   | Tokyo Dome                     | —                       | —                       |
| 18 de enero de 2026     | Tokio                   | Japón                   | Tokyo Dome                     | —                       | —                       |
| 24 de enero de 2026     | Hong Kong               | China                   | Kai Tak Stadium                | —                       | —                       |
| 25 de enero de 2026     | Hong Kong               | China                   | Kai Tak Stadium                | —                       | —                       |
| Total:                  | Total:                  | Total:                  | Total:                         | —                       | —                       |